# Jeffrey Stone
Jeffrey Stone (Detroit (Michigan), 16 december 1923 – Penang, 22 augustus 2012) was een Amerikaans acteur. In 1966 regisseerde hij de film Strange Portrait. Na zijn filmcarrière in Hollywood, Italië en Spanje maakte hij vanaf 1964 vele reizen in Zuidoost-Azië. Hij maakte gebruik van zijn reiservaringen bij het schrijven van zijn avontuurromans.
Jeffrey Stone was getrouwd met actrice Barbara Lawrence van 1947 tot hun scheiding in 1948. Daarna was hij getrouwd met actrice Corinne Calvet van 1955 tot hun scheiding in 1960. Samen hadden ze één kind. Verder was hij van 1965 tot hun scheiding in 1972 getrouwd met Christina Lee.

## Filmografie
- Train to Alcatraz (1948, niet op aftiteling)
- You Were Meant for Me (1948, niet op aftiteling)
- Cinderella (1950, niet op aftiteling)
- Battle Zone (1952)
- Army Bound (1952)
- Wonder Valley (1953)
- Bad for Each Other (1953, niet op aftiteling)
- Fighter Attack (1953)
- I cavalieri della regina (1954)
- Drive a Crooked Road (1954, niet op aftiteling)
- Edge of Hell (1956)
- La spada imbattibile (1957)
- Le avventure dei tre moschettieri (1957)
- The Girl in the Kremlin (1957)
- Money, Women and Guns (1958)
- The Thing That Couldn't Die (1958)
- Le imprese di una spada leggendaria (1958)
- Damn Citizen (1958)
- The Big Beat (1958)
- Mantelli e spade insanguinate (1959)
- El jinete solitario (1960)
- Siempre en la arena (1960)
- When the Girls Take Over (1962)

## Televisieseries
- Private Secretary (1956)
- I tre moschettieri (1956)
- The Californians (1958), 2 afleveringen
- Letter to Loretta (1959)
- Adventures in Paradise (1960)
- The Millionaire (1960)
- Richard Diamond, Private Detective (1960)
- Johnny Midnight (1960)
- Surfside 6 (1961)
- Death Valley Days (1961)
- The Outer Limits (1964)